# Chelsea Ching
Pour les articles homonymes, voir Ching.
Chelsea Ching, née le 26 septembre à Oahu (Hawaii, États-Unis), est une chanteuse et mannequin américaine, qui a fait partie du groupe Coconuts Musume du Hello! Project au Japon en 1999. Elle est la principale chanteuse sur les deux premiers singles du groupe, mais le quitte en janvier 2000 avec sa collègue April Barbaran afin de se consacrer à ses études aux États-Unis. Elle participe au jeu de télé-réalité Meet My Folks sur la chaine NBC en 2002, et tourne une publicité pour Taco Bell à Hawaii en 2006.